# Ligumia latissima
Ligumia latissima är en musselart. Ligumia latissima ingår i släktet Ligumia och familjen målarmusslor. Inga underarter finns listade i Catalogue of Life.